# Adam Mandrović
Adam Mandrović (Nova Gradiška, 5. studenog 1839. – Zagreb, 1912.), hrvatski glumac i redatelj.

## Životopis
Zapamćen po velikim kreacijama u djelima Sofokla, Shakespearea, Molierea, Ibsena i Gogolja. U Zagrebu je prvi put nastupio 2. veljače 1858. u Vukotinovićevu "Sastanku u gradu Zrinju". Godine 1860. postaje članom hrvatskog ansambla koji se osniva nakon uklanjanja njemačkih glumaca sa zagrebačke pozornice, a 1863. prelazi u Beograd, osniva vlastitu putujuću družinu, vraća se u Zagreb, a od 1869. ponovno boravi u Beogradu gdje je jedan od osnivača „Narodnog pozorišta“.
S Josipom Freudenreichom je glavni nosilac dramskog repertoara. Od 1874. do 1898. godine na dužnosti je ravnatelja drame, a od 1902. do 1907. intendant je Hrvatskog narodnog kazališta u Zagrebu. U razdoblju od 1898. do 1902. djelovao je u Sofiji i drže ga za jednog od osnivača novovjekog bugarskoga kazališta. 
Nastupao je kao vođa družine zagrebačkoga kazališta tijekom gostovanja u Varaždinu, Dubrovniku i Splitu, kojom je prigodom na tamošnjim pozornicama prvi prozborio hrvatski.